# OR14A16
OR14A16 (англ. Olfactory receptor family 14 subfamily A member 16) – білок, який кодується однойменним геном, розташованим у людей на короткому плечі 1-ї хромосоми.  Довжина поліпептидного ланцюга білка становить 309 амінокислот, а молекулярна маса — 34 307.
| 10         |  | 20         |  | 30         |  | 40         |  | 50         |
| ---------- |  | ---------- |  | ---------- |  | ---------- |  | ---------- |
| MANLTIVTEF |  | ILMGFSTNKN |  | MCILHSILFL |  | LIYLCALMGN |  | VLIIMITTLD |
| HHLHTPVYFF |  | LKNLSFLDLC |  | LISVTAPKSI |  | ANSLIHNNSI |  | SFLGCVSQVF |
| LLLSSASAEL |  | LLLTVMSFDR |  | YTAICHPLHY |  | DVIMDRSTCV |  | QRATVSWLYG |
| GLIAVMHTAG |  | TFSLSYCGSN |  | MVHQFFCDIP |  | QLLAISCSEN |  | LIREIALILI |
| NVVLDFCCFI |  | VIIITYVHVF |  | STVKKIPSTE |  | GQSKAYSICL |  | PHLLVVLFLS |
| TGFIAYLKPA |  | SESPSILDAV |  | ISVFYTMLPP |  | TFNPIIYSLR |  | NKAIKVALGM |
| LIKGKLTKK  |  |            |  |            |  |            |  |            |

A: Аланін

C: Цистеїн

D: Аспарагінова кислота

E: Глутамінова кислота

F: Фенілаланін

G: Гліцин

H: Гістидин

I: Ізолейцин

K: Лізин

L: Лейцин

M: Метіонін

N: Аспарагін

P: Пролін

Q: Глутамін

R: Аргінін

S: Серин

T: Треонін

V: Валін

W: Триптофан

Кодований геном білок за функціями належить до рецепторів, g-білокспряжених рецепторів, білків внутрішньоклітинного сигналінгу. 
Задіяний у такому біологічному процесі як поліморфізм. 
Локалізований у клітинній мембрані, мембрані.